# Município de Perry (condado de Coshocton, Ohio)
O município de Perry (em inglês: Perry Township) é um município localizado no condado de Coshocton no estado estadounidense de Ohio. No ano de 2010 tinha uma população de 711 habitantes e uma densidade populacional de 10,67 pessoas por km².

## Geografia
O município de Perry encontra-se localizado nas coordenadas 40° 16′ 15″ N, 82° 08′ 26″ O. Segundo a Departamento do Censo dos Estados Unidos, o município tem uma superfície total de 66.64 km², da qual 66,62 km² correspondem a terra firme e (0,03 %) 0,02 km² é água.

## Demografia
Segundo o censo de 2010, tinha 711 pessoas residindo no município de Perry. A densidade populacional era de 10,67 hab./km². Dos 711 habitantes, o município de Perry estava composto pelo 96,91 % brancos, o 0,14 % eram afroamericanos, o 1,27 % eram amerindios, o 0,14 % eram asiáticos, o 0,28 % eram de outras raças e o 1,27 % eram de uma mistura de raças. Do total da população o 1,41 % eram hispanos ou latinos de qualquer raça.